# Kirche der Mutter Gottes von der immerwährenden Hilfe (Spychowo)
Die Kirche der Mutter Gottes von der immerwährenden Hilfe in Spychowo (1946 bis 1960 Pupy, deutsch Puppen) ist eine ostpreußische Jubiläumskirche und ehemalige evangelische Pfarrkirche für das Kirchspiel Puppen. Heute ist sie zentrales Gotteshaus der römisch-katholischen Pfarrgemeinde Spychowo in der polnischen Woiwodschaft Ermland-Masuren.

## Geographische Lage
Spychowo liegt in der südlichen Mitte der Woiwodschaft Ermland-Masuren und 24 Kilometer östlich der Stadt Szczytno (deutsch Ortelsburg). Das Dorf ist Bahnstation an der Bahnstrecke Olsztyn–Ełk, und durch den Ort verläuft die Landesstraße 59, an deren westlicher Seite in der südlichen Dorfmitte sich die Kirche befindet.

## Kirchengebäude

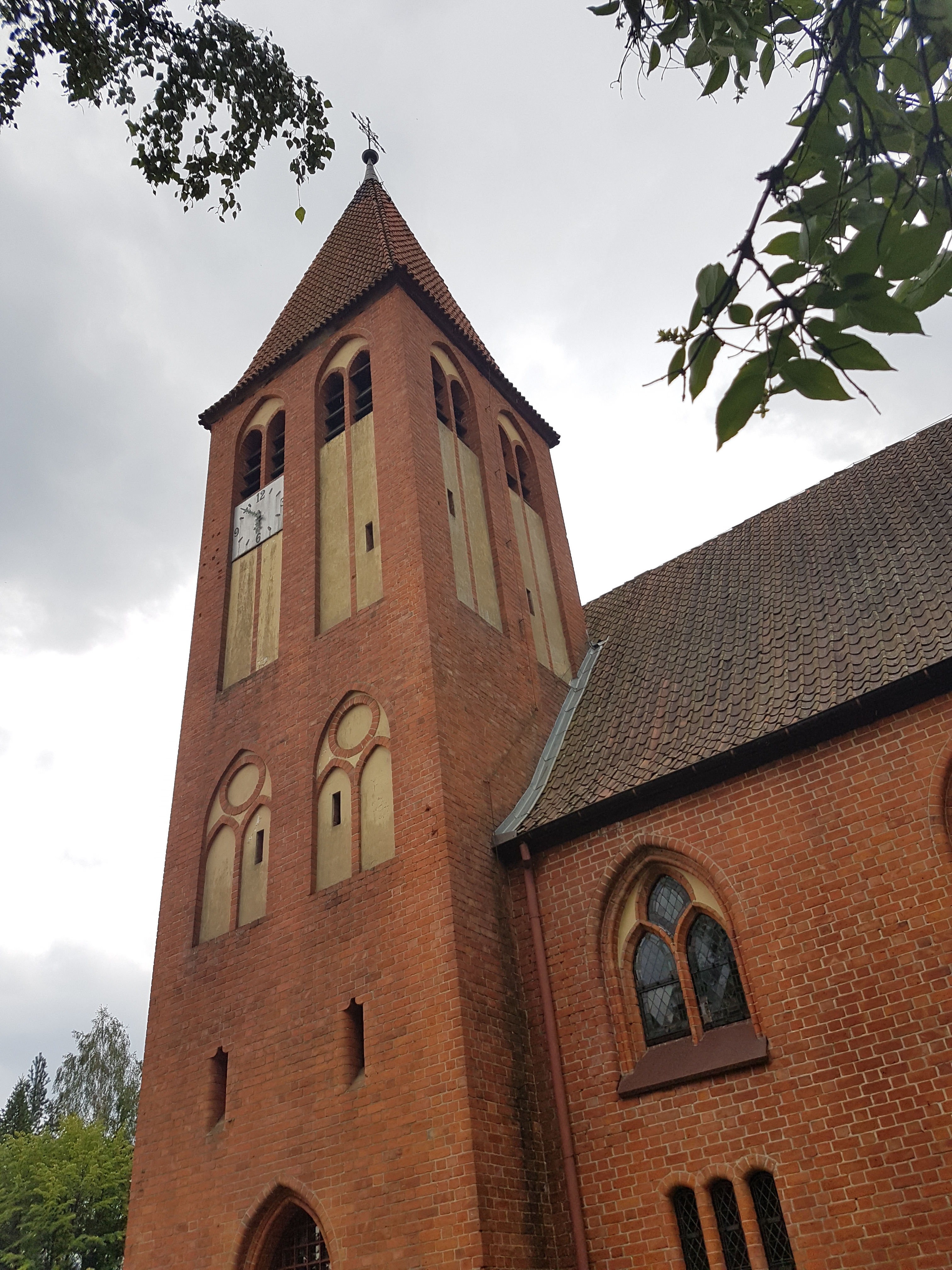
Blick auf den Turm an der Nordostseite der Kirche

Zu der Jubiläumskirche in Puppen wurde am 9. Juli 1903 der Grundstein gelegt. Bereits am 2. April 1905 konnte das evangelische Gotteshaus mit einem Festgottesdienst eingeweiht werden. Es handelt sich um einen Ziegelbau auf Feldsteinfundament mit einem an der Nordostseite anschließenden, die Mauerflucht fortsetzenden Turm und einer gerade abschließenden Altarnische im Nordwesten.
Die Kirche ist zweischiffig angelegt. und hat eingezogene Emporen im Seitenschiff und an der Nordostwand des Hauptschiffs. Die Decke des Hauptschiffs und des Chors ist gewölbt, die des Seitenschiffs flach.
Altar und Kanzel sind aus Holz gearbeitet. Das Altarkruzifix stammt aus einer Werkstatt in Tirol. Die Ausmalung erfolgte durch Carl Busch in Berlin. Die Orgel fertigte der Königsberger Orgelbaumeister Bruno Goebel an. Zur Zeit ihrer Errichtung hatte die Kirche 371 Plätze. Ihr Geläut bestand aus drei Glocken. Die Turmuhr war ein Werk des Eduard Korfhage in Buer bei Osnabrück.
Bis 1979 war die Kirche ein evangelisches Gotteshaus. Am 23. September 1979 wurde sie während eines Gottesdienstes durch Katholiken gewaltsam enteignet. Die Kurie in Olsztyn (Allenstein) erklärte sich schließlich bereit, das übernommene Gebäude zu bezahlen. Es wurde renoviert, dabei den veränderten liturgischen Bräuchen angepasst und dem Patrozinium der„Mutter Gottes von der immerwährenden Hilfe“ unterstellt. Seit dem 28. August 1981 ist sie Pfarrkirche.

## Kirchengemeinde

### Evangelisch

#### Kirchengeschichte
Eine evangelische Kirchengemeinde im damaligen Groß Puppen wurde zum 1. Juli 1898 errichtet. Bis dahin war das Dorf in das Kirchspiel der Kirche Friedrichshof (polnisch Rozogi) eingepfarrt. Bereits früh begannen die Planungen zum Bau einer Kirche, die man dann in das Jubiläumskirchenprogramm eingliedern konnte. Die Kirche war patronatslos, es bestand Gemeindewahl. Im Jahre 1925 zählte das Kirchspiel Puppen 1450 Gemeindeglieder, die in Puppen und den Nachbarorten lebten. Bereits ab 1902 waren hier Hilfsprediger eingesetzt, bis im Jahre 1904 eine Pfarrstelle errichtet wurde. Eingebettet war es bis 1945 in den Superintendenturbezirk Passenheim (polnisch Pasym) im Kirchenkreis Ortelsburg (Szczytno) in der Kirchenprovinz Ostpreußen der Kirche der Altpreußischen Union.
Nach 1945 war eine nur noch kleine evangelische Gemeinde in dem dann Spychowo genannten Dorf vorhanden, die in der Kirche sporadisch zu Gottesdiensten zusammenkam. Sich hier ansiedelnde polnische und fast ausnahmslos römisch-katholische Neubürger reklamierten die Kirche für sich. Heute gehören die evangelischen Einwohner zur Pfarrei Szczytno in der Diözese Masuren der Evangelisch-Augsburgischen Kirche in Polen.
Der ehemalige evangelische Friedhof hinter dem Dorf erinnert noch heute an die einstige evangelische Gemeinde in Puppen.

#### Kirchspielorte
Zum Kirchspiel Puppen gehörten die Orte bzw. Wohnplätze, die sowohl im Kreis Ortelsburg, aber auch im Kreis Johannisburg bzw. zum Kreis Sensburg lagen:
| Deutscher Name                | Polnischer Name |  | Deutscher Name          | Polnischer Name  |  | Deutscher Name                       | Polnischer Name   |
| ----------------------------- | --------------- |  | ----------------------- | ---------------- |  | ------------------------------------ | ----------------- |
| Adamsverdruß                  | Szklarnia       |  | Klein Puppen            | Spychówko        |  | Puppen-Theerofen                     |                   |
| Bärenwinkel                   | Niedźwiedzi Kąt |  | Kurwien Bahnhof         | Karwica Mazurska |  | Ratzeburg (Forst)                    | Racibórz          |
| Bystrz 1938–45: Brücknersmühl | Bystrz          |  | Kurwig 1938–45: Kurwick | Kierwik          |  | Sysdroyofen (Forst) 1938–45: Sixdroi | Zyzdrojowy Piecek |
| Dieblitzthal                  |                 |  | Polommen                | Połom            |  | * Waldersee                          | Koczek            |
| Grünwalde (Forst)             | Kolonia         |  | * Puppen                | Spychowo         |  | Wolfshagen (Forst)                   |                   |

#### Pfarrer
An der Kirche Puppen amtierten als evangelische Geistliche die Pfarrer:
- Otto Friedrich Burdach, 1902–1903
- Alexander Reinh. Th. Klatt, 1903–1914
- Kurt Stern, 1914–1918
- Hugo Linck, 1918–1922
- Otto Rehfeld, 1923–1927
- Julius Bernh. K. Fürstenau, ab 1929
- Joachim Dietrich, 1934–1936
- Herbert Zinnau, 1936–1943
- Johannes Klebon, 1943–1945

### Römisch-katholisch
Vor 1945 lebten relativ wenige katholische Kirchenmitglieder in Puppen. Ihre Pfarrkirche war die in Ortelsburg (polnisch Szczytno) im Dekanat Masuren I innerhalb des damaligen Bistums Ermland. Nach Übernahme der evangelischen Kirche in Spychowo im Jahre 1979 wurde hier mit Wirkung vom 28. August 1981 eine Pfarrei (polnisch Parafia) errichtet. Sie gehört zum Dekanat Rozogi (Friedrichshof) im jetzigen Erzbistum Ermland.